# Endre Szemerédi
Endre Szemerédi (sinh ngày 21 tháng 8 năm 1940) là nhà toán học người Hungary. Ông nghiên cứu trong các lĩnh vực toán tổ hợp và lý thuyết khoa học máy tính. Hiện ông là giáo sư khoa học máy tính tại trường đại học Rutgers từ năm 1986. Ông từng làm việc tại đại học Stanford (1974), đại học McGill (1980), đại học Nam Carolina (1981–1983) và đại học Chicago (1985–1986). Szemerédi sinh tại Budapest, ông học tại đại học Eötvös Loránd ở Budapest và nhận bằng tiến sĩ từ đại học Quốc gia Moskva. Người hướng dẫn luận án của ông là nhà toán học Israel Gelfand.

## Các nghiên cứu
Endre Szemerédi đã công bố trên 200 bài báo khoa học trong lĩnh vực toán rời rạc, lý thuyết khoa học máy tính, thuật toán tổ hợp và hình học rời rạc.